# Discografia di Snoop Dogg
La seguente è la discografia di Snoop Dogg. Come solista il rapper statunitense ha venduto 15 milioni di dischi soltanto negli Stati Uniti, 37 milioni in tutto il mondo.

## Album

### Album in studio
| 1993                                               | Doggystyle - Data di pubblicazione: 23 novembre 1993 - Etichetta: Death Row                                               | 1   | 1  | — | 38  | 10  | —   | —   | 24  | - US: 4x platino - CAN: platino            |
| 1996                                               | Tha Doggfather - Data di pubblicazione: 12 novembre 1996 - Etichetta: Death Row                                           | 1   | 1  | — | 15  | 2   | —   | —   | 12  | - US: 2x platino - CAN: platino            |
| 1998                                               | Da Game Is to Be Sold, Not to Be Told - Data di pubblicazione: 4 agosto 1998 - Etichetta: No Limit                        | 1   | 1  | * | 28  | 4   | —   | 14  | 14  | - US: 2x platino - CAN: platino            |
| 1999                                               | No Limit Top Dogg - Data di pubblicazione: 11 maggio, 1999 - Etichetta: No Limit                                          | 2   | 1  | — | 48  | 10  | —   | —   | 48  | - US: platino - CAN: Oro                   |
| 2000                                               | Tha Last Meal - Data di pubblicazione: 19 dicembre 2000 - Etichetta: No Limit                                             | 4   | 1  | — | 62  | 15  | —   | —   | 38  | - US: platino - UK: Oro - CAN: platino     |
| 2002                                               | Paid tha Cost to Be da Bo$$ - Data di pubblicazione: 28 novembre 2002 - Etichetta: Priority/Capitol                       | 12  | 3  | — | 64  | —   | —   | 103 | 55  | - US: platino - UK: Oro - CAN: Oro         |
| 2004                                               | R&G (Rhythm & Gangsta): The Masterpiece - Data di pubblicazione:16 novembre 2004 - Etichetta: Doggystyle/Star Trak/Geffen | 6   | 4  | 3 | 12  | 8   | 14  | 14  | 38  | - US: platino - UK: platino - CAN: platino |
| 2006                                               | Tha Blue Carpet Treatment - Data di pubblicazione: 21 novembre 2006 - Etichetta: Doggystyle/Geffen                        | 5   | 2  | 2 | 47  | 10  | 41  | 8   | 56  | - US: Oro - UK: Silver - RUS: Oro          |
| 2008                                               | Ego Trippin' - Data di pubblicazione: 11 marzo 2008 - Etichetta: Doggystyle/Geffen                                        | 3   | 2  | 2 | 24  | 3   | 29  | 19  | 29  | - RUS: Oro                                 |
| 2009                                               | Malice n Wonderland - Data di pubblicazione: 8 dicembre 2009 - Etichetta: Doggystyle/Priority                             | 23  | 5  | 2 | 114 | 165 | —   | 62  | 114 |                                            |
| 2011                                               | Doggumentary - Data di pubblicazione: 8 marzo 2011 - Etichetta: Doggystyle/Priority                                       | 8   | 4  | — | 44  | 28  | 44  | 36  | 12  |                                            |
| 2013                                               | Reincarnated - Data di pubblicazione: 23 aprile 2013 - Etichetta: Doggystyle/RCA Records                                  | 16  | —  | — | 34  | 14  | 20  | 56  | 23  |                                            |
| 2015                                               | Bush - Data di pubblicazione: 12 maggio 2015 - Etichetta: Doggystyle/i am OTHER/Columbia                                  | 14  | 1  | — | 25  | 13  | 32  | 23  | 32  |                                            |
| 2016                                               | Coolaid - Data di pubblicazione: 1 luglio 2016 - Etichetta: Doggystyle/eOne                                               | 40  | 5  | — | 122 | 37  | 67  | 146 | 51  |                                            |
| 2017                                               | Neva Left - Data di pubblicazione: 19 maggio 2017 - Etichetta: Doggystyle/Empire                                          | 54  | 26 | — | —   | 39  | —   | 96  | 94  |                                            |
| 2018                                               | Bible of Love - Data di pubblicazione: 16 marzo 2018 - Etichetta: RCA/All the Time Entertainment                          | 148 | —  | — | —   | —   | —   | —   | —   |                                            |
| 2019                                               | I Wanna Thank Me - Data di pubblicazione: 16 agosto 2019 - Etichetta: Doggystyle/Empire                                   | 76  | 41 | — | —   | 83  | 129 | —   | —   |                                            |
| 2021                                               | From tha Streets 2 tha Suites - Data di pubblicazione: 20 aprile 2021 - Etichetta: Doggystyle                             | —   | —  | — | —   | —   | —   | —   | —   |                                            |
| 2022                                               | BODR - Data di pubblicazione: 11 febbraio 2022 - Etichetta: Death Row                                                     | 104 | —  | — | —   | 97  | —   | —   | —   |                                            |
| 2024                                               | Missionary - Data di pubblicazione: 13 dicembre 2024 - Etichetta: Death Row, Aftermath, Interscope                        | 20  | 7  | — | 24  | 34  | 7   | —   | 27  |                                            |
| 2025                                               | Iz It a Crime? - Data di pubblicazione: 15 maggio 2025 - Etichetta: Death Row                                             | —   | —  | — | —   | —   | —   | —   | —   |                                            |
| "—" Indica pubblicazioni non entrate in classifica | |     |    |   |     |     |     |     |     |                                            |

### Ristampe
| Anno | Dettagli                                                                            | Posizioni più alte | Posizioni più alte | Posizioni più alte | Posizioni più alte |
| Anno | Dettagli                                                                            | US                 | US R&B             | US Rap             | GRE                |
| ---- | ----------------------------------------------------------------------------------- | ------------------ | ------------------ | ------------------ | ------------------ |
| 2010 | More Malice - Data di pubblicazione: 23 marzo 2010 - Etichetta: Doggystyle/Priority | 29                 | 10                 | 3                  | 45                 |

### Compilation
| Anno | Album |
| ---- | --- |
| 2000 | Dead Man Walkin' - Data di pubblicazione: 31 ottobre 2000 - Etichetta: Death Row                                                               |
| 2001 | Death Row: Snoop Doggy Dogg at His Best - Data di pubblicazione: 23 ottobre 2001 - Etichetta: Death Row/Priority                               |
| 2002 | Snoop Dogg Presents…Doggy Style Allstars Vol. 1 - Data di pubblicazione: 13 agosto 2002 - Etichetta: Doggystyle                                |
| 2003 | Tha Dogg: Best of the Works - Data di pubblicazione: 2003 - Etichetta: Death Row                                                               |
| 2005 | Snoopified - Data di pubblicazione: 28 settembre 2005 - Etichetta: Priority                                                                    |
| 2005 | Welcome to tha Chuuuch: Da Album - Data di pubblicazione: 13 dicembre 2005 - Etichetta: Doggystyle/Koch                                        |
| 2007 | Snoop Dogg Presents: Unreleased Heatrocks - Data di pubblicazione: Gennaio 2007 - Etichetta: Doggystyle/MySpace                                |
| 2007 | Snoop Dogg Presents The Big Squeeze - Data di pubblicazione: 24 aprile 2007 - Etichetta: Doggystyle/Koch                                       |
| 2007 | Snoop Dogg a Tribute to 2Pac - Data di pubblicazione: 21 agosto 2007 - Etichetta: Phantom Sound & Vision                                       |
| 2008 | Getcha Girl Dogg - Data di pubblicazione: 4 gennaio 2008 - Etichetta: K-Town                                                                   |
| 2008 | Snoop Dogg Presents Christmas In Tha Dogg House - Data di pubblicazione: 16 dicembre 2008 - Etichetta: Doggystyle/Gangsta Grooves Distribution |
| 2009 | Death Row: The Lost Sessions Vol. 1 - Data di pubblicazione: 13 ottobre 2009 - Etichetta: WIDEawake/Death Row                                  |
| 2010 | The West Coast Blueprint - Data di pubblicazione: 23 febbraio 2010 - Etichetta: Priority Recors                                                |
| 2010 | My #1 Priority - Data di pubblicazione: 13 luglio 2010 - Etichetta: Priority Recors                                                            |
| 2021 | Snoop Dogg Presents Algorithm - Data di pubblicazione: 19 novembre 2021 - Etichetta: Doggystyle/Def Jam                                        |
| 2022 | Metaverse: The NFT Drop, Vol. 1 - Data di pubblicazione: 20 maggio 2022 - Etichetta: Real Talk Entertainment                                   |
| 2022 | Snoop Dogg Presents Death Row Summer 2022 - Data di pubblicazione: 17 giugno 2022 - Etichetta: Death Row                                       |
| 2022 | Metaverse: The NFT Drop, Vol. 2 - Data di pubblicazione: 2 settembre 2022 - Etichetta: Real Talk Entertainment                                 |

### Album in collaborazione
| Anno | Dettagli | Posizione più alta | Posizione più alta | Posizione più alta | Certificazioni           |
| Anno | Dettagli | US                 | US R&B             | CAN                | Certificazioni           |
| ---- | --- | ------------------ | ------------------ | ------------------ | ------------------------ |
| 2000 | Snoop Dogg Presents Tha Eastsidaz - Data di pubblicazione: 1º febbraio 2000 - Etichetta: Dogghouse/TVT                                                                        | 8                  | 5                  | 8                  | - US: platino - CAN: Oro |
| 2001 | Duces 'n Trayz: The Old Fashioned Way - Data di pubblicazione: 31 luglio 2001 - Etichetta: Dogghouse/TVT                                                                      | 4                  | 2                  | —                  | - US: Oro - CAN: Oro     |
| 2004 | The Hard Way (con Nate Dogg e Warren G come 213) - Data di pubblicazione: 17 agosto 2004 - Etichetta: TVT                                                                     | 4                  | 1                  | 3                  | - CAN: Oro               |
| 2013 | 7 Days of Funk (con Dâm-Funk come 7 Days of Funk) - Data di pubblicazione: 10 dicembre 2013 - Etichetta: Stones Throw                                                         | -                  | 27                 | -                  |                          |
| 2016 | Cuzznz (con Daz Dillinger come Daz-N-Snoop) - Data di pubblicazione: 15 gennaio 2016 - Etichetta: Felder Entertainment Inc.                                                   | -                  | -                  | -                  |                          |
| 2022 | Snoop Cube 40 $hort (con E-40, Ice Cube e Too Short come Mount Westmore) - Data di pubblicazione: 8 dicembre 2022 - Etichetta: Death Row/MNRK Music Group/Mount Westmore LLC. | 188                | -                  | -                  |                          |

### EP
| Titolo                  | Dettagli                                                                                                 | Posizioni più alte | Posizioni più alte | Posizioni più alte |
| ----------------------- | --- | ------------------ | ------------------ | ------------------ |
| Titolo                  | Dettagli                                                                                                 | US 200             | US Ind.            | US R&B             |
| Stoner's EP             | - Data di pubblicazione: 17 aprile 2012 - Etichetta: Gangsta Gangsta Online - Formato: download digitale | 167                | 31                 | 33                 |
| Make America Crip Again | - Data di pubblicazione: 27 ottobre 2017 - Etichetta: Doggystyle, Empire - Formato: download digitale    | -                  | -                  | -                  |
| 220                     | - Data di pubblicazione: 20 febbraio 2018 - Etichetta: Doggystyle, Empire - Formato: download digitale   | -                  | -                  | -                  |

### Mixtape ufficiali
- 2003: Welcome to Tha Chuuch vol. 1
- 2003: Welcome to Tha Chuuch vol. 2
- 2004: Welcome to Tha Chuuch vol. 3: Doggystyle Allstars
- 2004: Westside Reloaded (with DJ Whoo Kid)
- 2005: Welcome to Tha Chuuch vol. 4: Sunday School
- 2005: Welcome to Tha Chuuch vol. 5: The Revival
- 2005: Welcome to Tha Chuuch vol. 6: Testify
- 2005: Welcome to Tha Chuuch vol. 7: Step Ya Game Up
- 2005: Welcome to Tha Chuuch vol. 8: Preach Tabernacle
- 2005: Welcome to Tha Chuuch vol. 9: Run Tell Dat
- 2006: Tha Blue Carpet Treatment Mixtape (con DJ Whoo Kid, DJ Drama & DJ Skee)
- 2006: One Crip One Blood (con DJ L-Gee & The Game)
- 2008: The City Is In Good Hands (con DJ Drama)
- 2008: Landy & Egg Nogg: A DPG Christmas (con DJ Whoo Kid)
- 2009: I Wanna Rock Mixtape (con DJ Whoo Kid, DJ Skee & DJ Scream)
- 2009: Bacc To Tha Chuuch Vol. 1
- 2010: We Da West (con DJ Whoo Kid, DJ Scream & DJ Skee)
- 2010: Tha Unreleased, Vol. 1
- 2011: Puff Puff Pass Tuesdays Mixtape, Vol. 1
- 2011: Throw Your Dubs Up (con Battlecat and MistaJam)
- 2012: That's My Work, Vol. 1 (con Tha Dogg Pound)
- 2013: That's My Work 2
- 2014: That's My Work 3
- 2014: That's My Work 4
- 2014: That's My Work 5
- 2015: Beach City
- 2022: Gangsta Grillz: I Still Got It (con DJ Drama)

### Video album
| Anno | Dettagli | Posizioni più alte | Posizioni più alte | Certificazioni                                                       | Note |
| Anno | Dettagli | US Video           | AUS DVD            | Certificazioni                                                       | Note |
| ---- | --- | ------------------ | ------------------ | -------------------------------------------------------------------- | --- |
| 2000 | The Up in Smoke Tour - Data di pubblicazione: 5 dicembre 2000 - Etichetta: RED Distribution, Eagle Rock - Formato: DVD, UMD, VHS | 1                  | 1                  | - RIAA: 6× Platino - ARIA: 8× Platino - SNEP: 2× Platino - BVMI: Oro | The Up in Smoke Tour è il film di un concerto a Worcester, nel Massachusetts, facente parte del tour Up in Smoke del 2000. Include performance dal vivo e contenuti del backstage di vari rapper, tra i quali Dr. Dre, Snoop Dogg, Ice Cube e Eminem. Il film è stato pubblicato in DVD con compressione audio Dolby Digital 5.1. É diretto da Philip G. Atwell e narrato da Dr. Dre. |

## Singoli

### Singoli come artista principale
| Anno | Singolo                                                                                    | Classifiche | Classifiche | Classifiche | Classifiche | Classifiche | Album di provenienza                    |
| Anno | Singolo                                                                                    | US          | US R&B      | US Rap      | UK          | AUS         | Album di provenienza                    |
| ---- | ------------------------------------------------------------------------------------------ | ----------- | ----------- | ----------- | ----------- | ----------- | --------------------------------------- |
| 1993 | Who Am I (What's My Name)? (con Dr. Dre & Jewell)                                          | 8           | 8           | 1           | 20          | 13          | Doggystyle                              |
| 1994 | Gin and Juice (con Daz Dillinger)                                                          | 6           | 3           | 1           | 39          | 9           | Doggystyle                              |
| 1994 | Lodi Dodi[A]                                                                               | 63          | —           | —           | —           | —           | Doggystyle                              |
| 1994 | Doggy Dogg World (con Tha Dogg Pound & The Dramatics)[A]                                   | 46          | 25          | —           | 32          | —           | Doggystyle                              |
| 1994 | Murder Was the Case[A]                                                                     | 67          | —           | —           | —           | —           | Murder Was the Case                     |
| 1996 | Snoop's Upside Ya Head (con Charlie Wilson)[A]                                             | —           | 37          | —           | 12          | 46          | Tha Doggfather                          |
| 1997 | Doggfather                                                                                 | —           | —           | —           | 36          | —           | Tha Doggfather                          |
| 1997 | Vapors                                                                                     | —           | —           | 18          | 18          | —           | Tha Doggfather                          |
| 1998 | Still a G Thang                                                                            | 19          | 16          | 3           | —           | —           | Da Game Is to Be Sold, Not to Be Told   |
| 1999 | Woof                                                                                       | 62          | 31          | 3           | —           | —           | Da Game Is to Be Sold, Not to Be Told   |
| 1999 | G Bedtime Stories                                                                          | —           | —           | —           | —           | —           | No Limit Top Dogg                       |
| 1999 | Snoopafella                                                                                | —           | 116         | —           | —           | —           | No Limit Top Dogg                       |
| 1999 | Bitch Please (featuring Xzibit)                                                            | 77          | 26          | —           | —           | —           | No Limit Top Dogg                       |
| 1999 | Down 4 My Niggaz (featuring C-Murder & Magic)                                              | 111         | 29          | —           | —           | —           | No Limit Top Dogg                       |
| 2000 | Snoop Dogg (What's My Name Pt. 2)                                                          | 77          | 25          | —           | 13          | —           | Tha Last Meal                           |
| 2000 | Wrong Idea (featuring Bad Azz, Lil ½ Dead & Kokane)                                        | —           | —           | —           | —           | —           | Tha Last Meal                           |
| 2001 | Lay Low (featuring Master P, Nate Dogg, Butch Cassidy, Goldie Loc, & Tray Deee)            | 50          | 20          | 8           | —           | —           | Tha Last Meal                           |
| 2002 | Losin' Control (featuring Butch Cassidy & Soopafly)                                        | —           | —           | —           | —           | —           | Tha Last Meal                           |
| 2002 | From tha Chuuuch to da Palace (featuring Pharrell)                                         | 77          | 31          | 16          | 27          | —           | Paid tha Cost to Be da Bo$$             |
| 2003 | Beautiful (featuring Charlie Wilson & Pharrell)                                            | 6           | 3           | 3           | 23          | 4           | Paid tha Cost to Be da Bo$$             |
| 2004 | Drop It like It's Hot (featuring Pharrell)                                                 | 1           | 1           | 1           | 10          | 4           | R&G (Rhythm & Gangsta): The Masterpiece |
| 2004 | Let's Get Blown (featuring Pharrell)                                                       | 54          | 19          | 12          | 13          | —           | R&G (Rhythm & Gangsta): The Masterpiece |
| 2005 | Signs (featuring Charlie Wilson & Justin Timberlake)                                       | 46          | —           | —           | 2           | 1           | R&G (Rhythm & Gangsta): The Masterpiece |
| 2005 | Ups & Downs                                                                                | —           | 67          | —           | 36          | 25          | R&G (Rhythm & Gangsta): The Masterpiece |
| 2006 | Vato (featuring B-Real)                                                                    | —           | 85          | —           | —           | 55          | Tha Blue Carpet Treatment               |
| 2006 | That's That Shit (featuring R. Kelly)                                                      | 20          | 9           | 3           | 38          | 64          | Tha Blue Carpet Treatment               |
| 2006 | Candy (Drippin' like Water) (featuring E-40, MC Eiht, Goldie Loc, Daz Dillinger, & Kurupt) | —           | —           | —           | —           | —           | Tha Blue Carpet Treatment               |
| 2007 | Boss' Life (Remix) (featuring Nate Dogg)                                                   | —           | 65          | —           | —           | —           | Tha Blue Carpet Treatment               |
| 2007 | Sexual Eruption                                                                            | 7           | 5           | 10          | 24          | —           | Ego Trippin'                            |
| 2008 | Neva Have 2 Worry                                                                          | —           | —           | —           | —           | —           | Ego Trippin'                            |
| 2008 | Life of da Party (featuring Too Short & Mistah F.A.B.)                                     | 105         | 48          | 14          | —           | —           | Ego Trippin'                            |
| 2008 | My Medicine (featuring Willie Nelson & Everlast)                                           | —           | —           | —           | —           | —           | Ego Trippin'                            |
| 2009 | Gangsta Luv (featuring The-Dream)                                                          | 35          | 24          | 5           | —           | —           | Malice n Wonderland                     |
| 2009 | That's Tha Homie                                                                           | —           | —           | —           | —           | —           | Malice n Wonderland                     |
| 2009 | I Wanna Rock                                                                               | 41          | 10          | 3           | —           | —           | Malice n Wonderland                     |
| 2009 | Pronto (featuring Soulja Boy Tell 'Em)                                                     | —           | —           | —           | —           | —           | Malice n Wonderland                     |
| 2010 | New Year's Eve (featuring Marty James)                                                     | —           | 66          | —           | —           | —           | /                                       |
| 2010 | Wet                                                                                        | —           | 57          | 25          | —           | —           | Doggumentary                            |
| 2011 | Gangbang Rookie (featuring Pilot)                                                          | —           | —           | —           | —           | —           | Doggumentary                            |
| 2011 | Platinum (featuring R. Kelly)                                                              | —           | —           | —           | —           | —           | Doggumentary                            |
| 2011 | Boom (featuring T-Pain)                                                                    | —           | —           | —           | —           | —           | Doggumentary                            |
| 2011 | Young, Wild & Free (con Wiz Khalifa)                                                       | 7           | —           | —           | 44          | 4           | Mac & Devin Go to High School           |
| 2012 | La La La (pubblicato come Snoop Lion)                                                      | —           | —           | —           | —           | —           | Reincarnated                            |
| 2012 | Here Comes the King (featuring Angela Hunte; pubblicato come Snoop Lion)                   | —           | —           | —           | —           | —           | Reincarnated                            |
| 2012 | Lighters Up (featuring Mavado & Popcaan; pubblicato come Snoop Lion)                       | —           | —           | —           | —           | —           | Reincarnated                            |
| 2013 | Ashtrays and Heartbreaks (featuring Miley Cyrus; pubblicato come Snoop Lion)               | —           | —           | —           | —           | —           | Reincarnated                            |
| 2013 | No Guns Allowed (featuring Drake & Cori B; pubblicato come Snoop Lion)                     | —           | —           | —           | —           | —           | Reincarnated                            |
| 2013 | Faden Away (con Dâm-Funk)                                                                  | —           | —           | —           | —           | —           | 7 Days of Funk                          |
| 2013 | Fruit Juice/Smoke the Weed (pubblicato come Snoop Lion)                                    | —           | —           | —           | —           | —           | Reincarnated                            |

Note
- A^ Singoli che non sono entrati nella Hot 100 o nella Hot R&B/Hip-Hop.

### Singoli come featuring
| Anno | Singolo                                                                                             | US 100 | US R&B | US Rap | UK | AUS | Album                                                          |
| ---- | --------------------------------------------------------------------------------------------------- | ------ | ------ | ------ | -- | --- | -------------------------------------------------------------- |
| 1992 | Deep Cover (Dr. Dre feat. Snoop Dogg)                                                               | —      | 46     | 4      | —  | —   | Deep Cover (Music from the Original Motion Picture Soundtrack) |
| 1993 | Nuthin' but a "G" Thang (Dr. Dre feat. Snoop Dogg)                                                  | 2      | 1      | 1      | 38 | —   | The Chronic                                                    |
| 1993 | Fuck Wit Dre Day (Dr. Dre feat. Snoop Dogg)                                                         | 8      | 6      | 13     | —  | —   | The Chronic                                                    |
| 1993 | Let Me Ride (Dr. Dre feat. Snoop Dogg)                                                              | 34     | 34     | 3      | —  | —   | The Chronic                                                    |
| 1994 | Lil Ghetto Boy (Dr. Dre feat. Snoop Dogg & Daz Dillinger)                                           | —      | —      | —      | —  | —   | The Chronic                                                    |
| 1996 | New York, New York (Tha Dogg Pound feat. Snoop Dogg)                                                | —      | —      | —      | —  | —   | Dogg Food                                                      |
| 1996 | 2 of Amerikaz Most Wanted (2Pac feat. Snoop Dogg)                                                   | —      | 46     | —      | —  | —   | All Eyez On Me                                                 |
| 1998 | Never Leave Me Alone (Nate Dogg feat. Snoop Dogg)                                                   | 33     | 22     | —      | —  | —   | G-Funk Classics, Vol. 1 & 2                                    |
| 1999 | Cali Chronic (Harlem World feat. Snoop Dogg)                                                        | —      | 87     | —      | —  | —   | The Movement                                                   |
| 1999 | Still D.R.E. (Dr. Dre feat. Snoop Dogg)                                                             | 93     | 32     | 1      | 6  | —   | 2001                                                           |
| 1999 | Bow Wow (That's My Name) (Bow Wow feat. Snoop Dogg)                                                 | 21     | 9      | 1      | 6  | 6   | Beware of Dog                                                  |
| 2000 | Crybaby (Mariah Carey feat. Snoop Dogg)                                                             | 28     | 23     | —      | —  | —   | Rainbow                                                        |
| 2000 | The Next Episode (Dr. Dre feat. Snoop Dogg & Nate Dogg)                                             | 23     | 5      | 3      | 3  | —   | 2001                                                           |
| 2000 | Game Don't Wait (Warren G feat. Nate Dogg & Snoop Dogg)                                             | —      | 58     | —      | —  | —   | I Want It All                                                  |
| 2001 | Just A Baby Boy (Tyrese feat. Snoop Dogg & Mr. Tan)                                                 | —      | —      | —      | —  | —   | 2000 Watts                                                     |
| 2002 | The Streets (WC feat. Snoop Dogg & Nate Dogg)                                                       | 87     | 45     | 20     | 48 | —   | Ghetto Heisman                                                 |
| 2002 | Welcome to Atlanta (Coast To Coast Remix) (Jermaine Dupri feat. P. Diddy, Murphy Lee, & Snoop Dogg) | 35     | 15     | 3      | —  | —   | Instructions                                                   |
| 2002 | Bigger Business (Swizz Beatz feat. Ron Isley, Diddy, Birdman, Jadakiss, Snoop Dogg & Cassidy)       | —      | 72     | —      | —  | —   | Presents G.H.E.T.T.O. Stories                                  |
| 2003 | Holidae In (Chingy feat. Ludacris & Snoop Dogg)                                                     | 3      | 2      | 2      | 35 | 13  | Jackpot                                                        |
| 2003 | P.I.M.P. (Remix) (50 Cent feat. Snoop Dogg, Lloyd Banks, & Young Buck)                              | 3      | 2      | 1      | 5  | 2   | Get Rich or Die Tryin'                                         |
| 2004 | I Wanna Thank Ya (Angie Stone feat. Snoop Dogg)                                                     | —      | 61     | —      | 31 | —   | Stone Love                                                     |
| 2005 | Don't Stop (Beanie Sigel feat. Snoop Dogg)                                                          | —      | 107    | —      | —  | —   | The B. Coming                                                  |
| 2005 | Blackout (Mashonda feat. Snoop Dogg)                                                                | —      | 96     | —      | —  | —   | January Joy                                                    |
| 2006 | Say Somethin' (Mariah Carey feat. Snoop Dogg)                                                       | 79     | —      | —      | 28 | 26  | The Emancipation of Mimi                                       |
| 2006 | Buttons (Remix) (Pussycat Dolls feat. Snoop Dogg)                                                   | 3      | —      | —      | 3  | 2   | PCD                                                            |
| 2006 | Gangsta Zone (Daddy Yankee feat. Snoop Dogg)                                                        | —      | —      | —      | —  | —   | Barrio Fino En Directo                                         |
| 2006 | Cali Iz Active (Tha Dogg Pound feat. Snoop Dogg)                                                    | —      | —      | —      | —  | —   | Cali Iz Active                                                 |
| 2006 | Gangsta Walk (Coolio feat. Snoop Dogg)                                                              | —      | —      | —      | 67 | —   | The Return of the Gangsta                                      |
| 2006 | Hollywood Divorce (Outkast feat. Snoop Dogg & Lil Wayne)                                            | —      | 120    | —      | —  | —   | Idlewild                                                       |
| 2006 | Go to Church (Ice Cube feat. Lil Jon & Snoop Dogg)                                                  | 121    | 67     | 25     | —  | —   | Laugh Now, Cry Later                                           |
| 2006 | I Wanna Love You (Akon feat. Snoop Dogg)                                                            | 1      | 3      | —      | 3  | 6   | Konvicted                                                      |
| 2006 | That Girl (Pharrell feat. Snoop Dogg)                                                               | —      | —      | —      | —  | —   | In My Mind                                                     |
| 2007 | My '64 (Mike Jones feat. Bun B & Snoop Dogg)                                                        | 101    | 53     | 22     | —  | —   | The American Dream                                             |
| 2007 | Speaker (David Banner feat. Akon, Lil Wayne, & Snoop Dogg)                                          | —      | 66     | —      | —  | —   | The Greatest Story Ever Told                                   |
| 2007 | Real Man (Lexington Bridge feat. Snoop Dogg)                                                        | —      | —      | —      | —  | —   | The Vibe                                                       |
| 2007 | Vibe (Tha Dogg Pound feat. Snoop Dogg)                                                              | —      | —      | —      | —  | —   | Dogg Chit                                                      |
| 2007 | Ghetto (Kelly Rowland feat. Snoop Dogg)                                                             | —      | 109    | —      | —  | —   | Ms. Kelly                                                      |
| 2008 | Lose Your Life (The Alchemist feat. Snoop Dogg, Jadakiss and Pusha T)                               | —      | —      | —      | —  | —   | The Alchemist's Cookbook                                       |
| 2009 | Bottle Pop (Pussycat Dolls feat. Snoop Dogg)                                                        | —      | —      | —      | —  | 17  | Doll Domination                                                |
| 2009 | Day Dreaming (DJ Drama feat. Akon, Snoop Dogg, & T.I.)                                              | —      | 88     | —      | —  | —   | Gangsta Grillz: The Album (Vol. 2)                             |
| 2009 | Swagger (Grandmaster Flash feat. Red Café, Snoop Dogg, & Lynda Carter)                              | —      | —      | —      | —  | —   | The Bridge - Concept Of A Culture                              |
| 2009 | Groove On (Timati feat. Snoop Dogg)                                                                 | —      | —      | —      | —  | —   | The Boss                                                       |
| 2009 | Light My Fire (Mr. Capone-E feat. Snoop Dogg & Fingazz)                                             | —      | —      | —      | —  | —   | Diary of a G                                                   |
| 2009 | Dime Piece (LiLana feat. Snoop Dogg & Big Sha)                                                      | —      | —      | —      | —  | —   | TBA                                                            |
| 2009 | Hot Girl (Belly feat. Snoop Dogg)                                                                   | —      | —      | —      | —  | —   | SE7EN                                                          |
| 2009 | I Do (Lil Jon feat. Snoop Dogg & Swizz Beatz)                                                       | —      | —      | —      | —  | —   | Crunk Rock                                                     |
| 2010 | All I Do Is Win (DJ Khaled feat. T-Pain, Ludacris, Rick Ross, & Snoop Dogg)                         | 64     | 56     | 24     | —  | —   | Victory                                                        |
| 2010 | California Gurls (Katy Perry feat. Snoop Dogg)                                                      | 1      | —      | —      | 1  | 1   | Teenage Dream                                                  |
| 2010 | It's in the Mornin (Robin Thicke feat. Snoop Dogg)                                                  | —      | 30     | —      | —  | —   | Sex Therapy                                                    |
| 2010 | Get 'Em Girls (Jessica Mauboy feat. Snoop Dogg)                                                     | —      | —      | —      | —  | 19  | Get 'Em Girls                                                  |
| 2011 | Boyfriend (Big Time Rush feat. Snoop Dogg)                                                          | 72     | —      | —      | 76 | 56  | B.T.R.                                                         |
| 2011 | Last Night (Ian Carey feat. Bobby Anthony & Snoop Dogg)                                             | —      | —      | —      | —  | 15  | Single                                                         |
| 2011 | If I Was You (Far East Movement feat. Snoop Dogg)                                                   | —      | —      | —      | —  | 63  | Free Wired                                                     |
| 2011 | The Mack (Mann feat. Iyaz & Snoop Dogg)                                                             | —      | —      | —      | 28 | 68  | Mann's World                                                   |
| 2012 | Play Me Like a Violin (Brighi feat. Snoop Dogg)                                                     | —      | —      | —      | —  | —   | TBA                                                            |
| 2012 | I'm Day Dreaming (Redd feat. Akon & Snoop Dogg)                                                     | —      | —      | —      | 71 | —   | Single                                                         |
| 2012 | Slow Motion (Lee.M & J. Pearl feat. Iyaz & Snoop Dogg)                                              | —      | —      | —      | —  | —   | Single                                                         |
| 2012 | Oh Yeah (Chris Brown feat. 2 Chainz & Snoop Dogg)                                                   | —      | —      | —      | —  | —   | Single                                                         |
| 2014 | Dynamite (Afrojack feat. Snoop Dogg)                                                                | —      | —      | —      | —  | —   | Forget the World                                               |
| 2014 | Wiggle (Jason Derulo feat. Snoop Dogg)                                                              | 5      | 3      | —      | 8  | 3   | Talk Dirty                                                     |
| 2014 | Hangover (Psy feat. Snoop Dogg)                                                                     | 26     | —      | 3      | —  | —   | Single                                                         |
| 2014 | Summer Time (Jike Junyi feat. Snoop Dogg)                                                           | —      | —      | —      | —  | —   | Jike Junyi                                                     |
| 2014 | You and Your Friends (Wiz Khalifa feat. Ty Dolla Sign & Snoop Dogg)                                 | 82     | 21     | 18     | —  | —   | Blacc Hollywood                                                |
| 2014 | Stuck on a Feeling (Prince Royce feat. Snoop Dogg)                                                  | 43     | —      | —      | —  | 34  | Double Vision                                                  |
| 2015 | My Cutie Pie (Lil Jon feat. T-Pain, Problem & Snoop Dogg)                                           | —      | —      | —      | —  | —   | Single                                                         |
| 2015 | Milk and Cookie (Charlotte Rose Hamlyn feat. Snoop Dogg)                                            | —      | —      | —      | —  | 12  | Single                                                         |
| 2015 | No Social Media (Wiz Khalifa feat. Snoop Dogg)                                                      | —      | —      | —      | —  | —   | Rolling Papers 2: The Weed Album                               |
| 2015 | Smoke Bomb (Datsik feat. Snoop Dogg)                                                                | —      | —      | —      | —  | —   | Single                                                         |
| 2015 | No Pressure (Classified feat. Snoop Dogg)                                                           | —      | —      | —      | —  | —   | Greatful                                                       |
| 2016 | Blow (Jacky Greco feat. Snoop Dogg, Arlissa & JakkCity)                                             | —      | —      | —      | —  | —   | Single                                                         |
| 2017 | California Dreaming (Arman Cekin feat. Snoop Dogg)                                                  | —      | —      | —      | —  | —   | Single                                                         |
| 2017 | Way Back (TLC feat. Snoop Dogg)                                                                     | —      | —      | —      | —  | —   | TLC                                                            |
| 2018 | Bounce (Dimitri Vegas & Like Mike X Julian Banks feat. Snoop Dogg)                                  | —      | —      | —      | —  | —   | Single                                                         |
| 2018 | Moves (Olly Murs feat. Snoop Dogg)                                                                  | —      | —      | —      | 45 | —   | You Know I Know                                                |
| 2018 | How You Love Me (Hardwell feat. Conor Maynard & Snoop Dogg)                                         | —      | —      | —      | —  | —   | Single                                                         |
| 2020 | On My California (con Tiësto & Shaun Frank feat. Snoop Dogg & Fontwell)                             |        |        |        |    |     |                                                                |